# André Tacquet
André Tacquet, anche noto in italiano come Andrea Tacquet (Anversa, 23 giugno 1612 – Anversa, 22 dicembre 1660), è stato un matematico belga del Ducato di Brabante.

## Biografia
Gesuita dal 1629, nel 1631–1635 studiò matematica, fisica e logica a Lovanio. Fra i suoi maestri vi furono Gregorio di San Vincenzo e François d'Aguilon. Con Guldino e Bettini fu uno dei maggiori critici del metodo degli indivisibili.
La sua opera più influente fu Cylindricorum et annularium libri (1651), in cui spiegava come un punto mobile produca una curva, nonché la teoria di area e volume.
Morì di tisi nel dicembre 1660.

## Opere

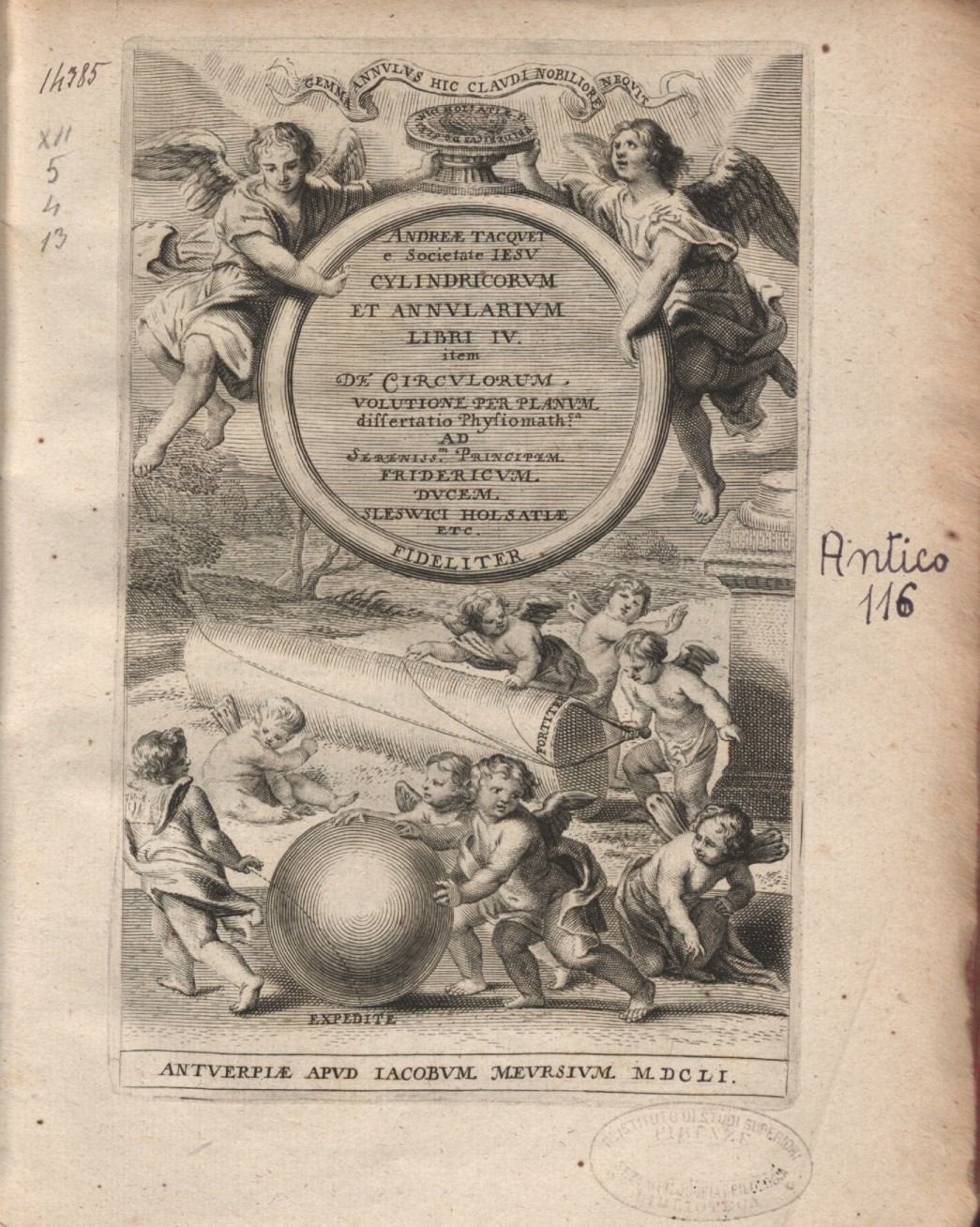
Cylindricorum et annularium libri, 1651

- (LA) Cylindricorum et annularium libri, Antwerpen, Jacob van Meurs, 1651.
- (LA) Opera mathematica, Antwerpen, Jacob van Meurs, 1669.
- (LA) Arithmeticae theoria et praxis, Venezia, Bonifacio Viezzeri, 1740.
- (LA) Elementa euclidea geometriae, Venezia, Remondini, 1781.

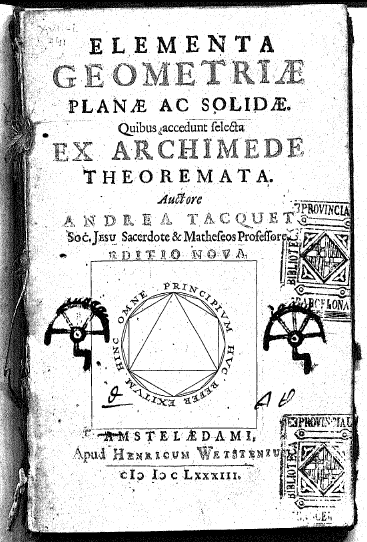
Elementa geometriae, 1683